# Deutsches Album
Uzasadnienie:  wersja obcojęzyczna nie jest odrębnym albumem; patrz: Discogs, Rate Your Music (enwiki, frwiki) 
Deutsches Album – drugi niemieckojęzyczny album Petera Gabriela. Album jest niemiecką wersją czwartego albumu Gabriela - Peter Gabriel (1982). W Niemczech został wydany jednocześnie z wersją oryginalną. Od oryginału różni się nie tylko warstwą tekstową, ale także jest inaczej zmiksowany.
Kolejność utworów została zmieniona, a poszczególne piosenki zostały inaczej zremiksowane w porównaniu z wersją anglojęzyczną. Również chórki zostały nagrane po niemiecku. Poprzedni niemieckojęzyczny album Gabriela różnił się od swojego oryginału tylko tym, że tekst był w języku niemieckim.
„San Jacinto” został zamieniony miejscami z „The Family and the Fishing Net” (tutaj - „Das Fischernetz”). Także długość utworów jest inna, różnice wynoszą z reguły 15-30 sekund. Utwór nr 8 jest bogatszy o codę, której nie ma w angielskiej wersji, natomiast utwór siódmy kończy się tu około 30 sekund wcześniej. Pozostałe zmiany są zauważalne tylko w przypadku przesłuchiwania płyt bezpośrednio po sobie.

## Lista utworów
Muzyka - Peter Gabriel, słowa - Peter Gabriel i Horst Königstein.

### Strona A
1. „Der Rhythmus der Hitze” – 5:22
2. „Das Fischernetz” – 6:50
3. „Kon Takt!” – 4:31
4. „San Jacinto” – 6:15

### Strona B
1. „Schock den Affen” – 5:47
2. „Handauflegen” – 6:08
3. „Nicht die Erde hat dich verschluckt” – 6:03
4. „Mundzumundbeatmung” – 4:54

## Muzycy
- Peter Gabriel – śpiew, syntezator, surdo (utwory 1, 8), bębny (4)
- Jerry Marotta – bębny, perkusja (6), surdo (1)
- Tony Levin – gitara basowa (1, 6, 7, 8), Chapman stick (2, 3, 4, 5)
- Larry Fast – syntezator (1-5, 7, 8), perkusja elektroniczna (8)
- David Rhodes – gitara (2-8), chórki (1-3, 6, 8)
- John Ellis – chórki (1, 3, 8), gitara (2, 4)
- Roberto Laneri – saksofon (2)
- Morris Pert – timbales (6), perkusja (8)
- Stephen Paine – Fairlight CMI (2)
- David Lord – syntezator (6, 7), pianino (7, 8)
- Peter Hammill – chórki (2, 5, 6)
- Jill Gabriel – chórki (4)
- Ekome Dance Company – afrykańskie bębny (1)